# Olefinierung
Unter Olefinierung versteht man chemische Reaktionen zur Herstellung von Kohlenstoff-Kohlenstoff-Doppelbindungen. Der Begriff wird jedoch meist im engeren Sinne als Synonym für eine Carbonyl-Olefinierungs-Reaktion benutzt.

## Carbonylolefinierungsreaktionen
- Barton-Kellogg-Olefinierung
- Horner-Wadsworth-Emmons-Reaktion
- Julia-Olefinierung
- Kauffmann-Olefinierung
- Lombardo-Methylenierung
- McMurry-Reaktion
- Nosomi-Hiyama-Kishi-Takai-Reaktion
- Petasis-Reaktion
- Peterson-Olefinierung
- Takai-Methylenierung
- Takai-Olefinierung
- Takeda-Olefinierung
- Tebbe-Reaktion
- Wittig-Reaktion

## Andere Olefinierungen
Gelegentlich werden auch Reaktionen, die durch Eliminierung zu Kohlenstoff-Kohlenstoff-Doppelbindungen führen, als Olefinierung bezeichnet. Auch metallorganische Umsetzungen wie die Heck-Reaktion werden in Analogie zu den Carbonylolefinierungen als Olefinierung von Aromaten bezeichnet.